# Skoky do vody na Letních olympijských hrách 1956
Skoky do vody na Letních olympijských hrách v Melbourne.

## Medailisté

### Muži
| Kategorie | Zlato                                         | Stříbro                                      | Bronz                                         |
| --------- | --------------------------------------------- | -------------------------------------------- | --------------------------------------------- |
| Prkno 3 m | Bob Clotworthy · Spojené státy americké (USA) | Donald Harper · Spojené státy americké (USA) | Joaquín Capilla · Mexiko (MEX)                |
| Věž 10 m  | Joaquín Capilla · Mexiko (MEX)                | Gary Tobian · Spojené státy americké (USA)   | Richard Connor · Spojené státy americké (USA) |

### Ženy
| Kategorie | Zlato                                           | Stříbro                                                | Bronz                                                      |
| --------- | ----------------------------------------------- | ------------------------------------------------------ | ---------------------------------------------------------- |
| Prkno 3 m | Pat McCormicková · Spojené státy americké (USA) | Jeanne Stunyoová · Spojené státy americké (USA)        | Irene MacDonaldová · Kanada (CAN)                          |
| Věž 10 m  | Pat McCormicková · Spojené státy americké (USA) | Juno Stoverová-Irwinová · Spojené státy americké (USA) | Paula Jean Myersová-Popeová · Spojené státy americké (USA) |

## Přehled medailí
| Pořadí | Země                         | Zlato | Stříbro | Bronz | Celkově |
| ------ | ---------------------------- | ----- | ------- | ----- | ------- |
| 1.     | Spojené státy americké (USA) | 3     | 4       | 2     | 9       |
| 2.     | Mexiko (MEX)                 | 1     | 0       | 1     | 2       |
| 3.     | Kanada (CAN)                 | 0     | 0       | 1     | 1       |